# Gegenüberstellung

Eine Gegenüberstellung ist eine Maßnahme, die im Rahmen polizeilicher Ermittlungsarbeit stattfindet und dazu dient, Straftäter zu überführen. Dabei wird bei der Variante der Wahlgegenüberstellung einem Augenzeugen der Straftat eine Auswahl an Personen vorgeführt, von denen nach dem Stand der Ermittlung einer der potenzielle Täter ist, während die Vergleichspersonen potenziell Unschuldige sind. Eine Gegenüberstellung, die nicht in Form einer Wahlgegenüberstellung erfolgt, in der mithin dem Zeugen nur ein einziger Verdächtiger präsentiert wird, führt in Deutschland in der Regel dazu, dass der entsprechende Zeugenbeweis strafprozessual nicht mehr verwertbar ist. In Deutschland sind Gegenüberstellungen daher gemäß Nr. 18 der Richtlinien für das Strafverfahren und das Bußgeldverfahren in Form einer Wahlgegenüberstellung vorzunehmen.
Ziel der Gegenüberstellung ist es zu prüfen, ob der Augenzeuge den Täter tatsächlich wiedererkennt. Daher ist bei der Auswahl der Vergleichspersonen darauf zu achten, dass diese dem Hauptverdächtigen in Größe, Alter, Statur und Erscheinung möglichst ähnlich sehen. Zum Schutz des Augenzeugen kann dieser für die Gegenüberstellung hinter einem Einwegspiegel positioniert werden, so dass der Täter den Zeugen nicht sehen kann.

## Fehlerhafte Zeugen-Identifikationen
Wichtig zu erwähnen ist, dass die Zuverlässigkeit von Zeugen-Identifikationen weniger hoch ist als angenommen. Das kann am Beispiel der USA verdeutlicht werden, wo Psychologen, die experimentell zu diesem Thema forschten, Vorsicht im Umgang mit Zeugen-Identifikationen geboten. Laut der US-amerikanischen Kampagne Innocence Project (2010) wurden dank der Anwendung von DNA-Tests in den 1990er Jahren 258 (offenbar zu Unrecht) verurteilte Personen freigelassen. 200 von ihnen seien auf der Basis falscher Zeugen-Täter-Identifikationen in Gegenüberstellungen verurteilt worden.
Die Gründe für diese fehlerhaften Identifikationen sind vielfältig. Die Entscheidung eines Zeugen (entweder einen vermeintlichen Täter zu identifizieren oder alle Personen des Line-ups abzulehnen) hängt nicht nur von der Qualität dessen Erinnerungen ab, sondern auch von weiteren Faktoren wie sozialen Einflüssen, Feedback, allgemeinen, kognitiven oder methodischen Beeinträchtigungen.
- So fällt es beispielsweise schwerer, einen Täter einer anderen Ethnie als der eigenen zu identifizieren, z. B. als westliche Person einem Line-up aus asiatischen Personen gegenüberzustehen. Dieses Phänomen ist in der Sozialpsychologie als Cross-Race-Effect bekannt. Einen möglichen Erklärungsansatz liefert das Categorization–Individuation Model (Hugenberg, Young, Bernstein & Sacco, 2010). Dieses Modell postuliert, dass Menschen bei der Verarbeitung von Gesichtern, die der eigenen Ethnie angehören, mehr auf individuelle Merkmale und Unterschiede achten. Gesichter, die einer anderen Ethnie angehören, verarbeitet das menschliche Gehirn oberflächlicher und konzentrieren uns mehr auf kategoriale Merkmale.[1]
- Es liegt außerdem auf der Hand, dass es besonders schwierig ist, einen Täter zu identifizieren, der zum Tatzeitpunkt eine Maske o. Ä. trug, weshalb Gegenüberstellungen in diesem Zusammenhang mit besonderer Vorsicht eingesetzt werden sollten.
- Der Zeuge in einer solchen Line-up-Situation geht im Normalfall davon aus, dass der Täter unter den Personen in der Gegenüberstellung ist, was ihn ziemlich wahrscheinlich eine Entscheidung treffen lässt (eine korrekte oder falsche Identifikation, je nach Fall). Feedback vom zuständigen Beamten kann diese „Entscheidungsfreude“ des Zeugen beeinflussen: wird er explizit darauf hingewiesen, dass sich der Täter zwar tatsächlich unter den gezeigten Verdächtigen befinden kann, aber das nicht zwangsläufig der Fall sein muss, wird er mit geringerer Wahrscheinlichkeit eine Auswahl treffen.
- Auch Feedback nach einer Identifikation (z. B. „Sehr gut, Sie haben den Täter identifiziert.“) hat beispielsweise Auswirkungen darauf, wie überzeugt sich der Zeuge nach der Gegenüberstellung von seiner Entscheidung gibt. Bekommt er ablehnendes Feedback, verringert sich sein Vertrauen, die richtige Person identifiziert zu haben, signifikant. Er hätte also bei einer erneuten Befragung deutliche Zweifel bezüglich der Richtigkeit seiner Täteridentifikation. Das daraus resultierende sichere, bzw. unsichere Auftreten des Zeugen kann auch die Wahrnehmung seiner Verlässlichkeit im Gerichtsprozess erheblich verzerren. Es sollte sich im juristischen Kontext deshalb immer bewusst gemacht werden, dass es hier zu Verzerrungen durch Feedback nach der Täteridentifikation kommen kann.[2] Viele Psychologen befürworten unter anderem aus diesem Grund „double-blind Line-ups“: eine Form der Gegenüberstellung, bei der weder der Zeuge noch der zuständige Beamte weiß, wer und ob der Tatverdächtige anwesend ist, um den Zeugen möglichst unbeeinflusst zu lassen. Zusätzlich zeigen Studien, dass doppeltes Feedback signifikant höheres Vertrauen erzeugt als einfaches Feedback und dass dieses verstärkte Vertrauen die Genauigkeit der Augenzeugen Identifikation erheblich beeinträchtigen kann.[3]
- Ein längerer Zeitraum zwischen dem betreffenden Vorfall und der darauffolgenden Gegenüberstellung sowie kognitive Aspekte (z. B. geteilte Aufmerksamkeit des Zeugen) können die Korrektheit der Entscheidung des Zeugen ebenfalls beeinflussen.
- Zudem spielen formale Faktoren eine Rolle bei richtigen bzw. falschen Identifikationen, z. B. ungünstige Lichtverhältnisse, große Distanz zwischen den Verdächtigen und dem Zeugen, kurze Dauer der expliziten Gegenüberstellung.[4]
- Das fehlende Miteinbeziehen der vielfältigen Einflussfaktoren auf die Qualität einer Zeugenaussage und die höhere Gewichtung von Polizistenaussagen bergen die Gefahr eines Fehlurteils.
- Während einige Studien zeigen, dass Polizisten in psychologischen Studien eine bessere Wahrnehmung und Wiedergabe von verbrecherrelevanten Details als Laien aufweisen[5], fanden andere Studien keinerlei signifikante Unterschiede zwischen Zeugen-Aussagen von Laien und ausgebildeten Polizisten[6]. Im Gegenteil weist eine Studie auf die Selbstüberschätzung der eigenen Fähigkeiten bei der Identifizierung von Experten/-innen wie Polizisten hin.[7]